# Dättlikon
Dättlikon är en ort och kommun i distriktet Winterthur i kantonen Zürich, Schweiz. Kommunen har 842 invånare (2023).